# Сунь Юэ
Не путать с китайской певицей Сунь Юэ, чьё имя пишется такими же иероглифами.
Сунь Юэ (кит. упр. 孙悦, пиньинь Sūn Yuè, род. 6 ноября 1985 года) — китайский бывший профессиональный баскетболист. Юэ стал вторым игроком в истории НБА, рождённым в Китае (после Менге Батыра, который смог стать чемпионом НБА, сделал он это в сезоне 2009/2010 в составе «Лос-Анджелес Лейкерс».

## Карьера в НБА
Первоначально Сунь подавал заявку для участия в драфте НБА 2006 года, однако позже отозвал её. На следующий год, на драфте 2007 года он был выбран во втором раунде под 40 общим номером «Лос-Анджелес Лейкерс». Несмотря на то, что он был выбран он ещё год оставался с «Олимпианс» до подписания контракта с «Лейкерс» в 2008 году. Всего через несколько дней по приезде в США Сунь заболел инфекционным мононуклеозом и был доставлен в больницу. Дебют Суня в НБА состоялся 7 декабря. В игре против «Милуоки Бакс» он набрал 4 очка за 5 минут игрового времени. За «Лейкерс» Сунь отыграл всего 10 матчей за которые набрал 6 очков. В марте «Лейкерс» перевели его из состава команды в Лигу развития НБА в клуб «Лос-Анджелес Ди-Фендерс». За «Ди-Фендерс» он отыграл 6 игр и среднем набирал по 9,8 очка, делал 3,3 подбора и 3,7 передачи за игру. Из-за растяжения связок лодыжки он был вынужден пропустить остаток сезона. Во время игр плей-офф НБА Сунь ездил вместе с командой и участвовал в тренировках, однако ни разу не вышел в официальных матчах. Юэ стал вторым китайцем и первым из народа Хань, завоевавшим титул чемпиона НБА.
31 июля 2009 года «Лейкерс» разорвали контракт с Сунем.

## Статистика

### Статистика в НБА
| Сезон                                                                                    | Команда | Регулярный сезон | Регулярный сезон | Регулярный сезон | Регулярный сезон | Регулярный сезон | Регулярный сезон | Регулярный сезон | Регулярный сезон | Регулярный сезон | Регулярный сезон | Регулярный сезон | Серия плей-офф | Серия плей-офф | Серия плей-офф | Серия плей-офф | Серия плей-офф | Серия плей-офф | Серия плей-офф | Серия плей-офф | Серия плей-офф | Серия плей-офф | Серия плей-офф |
| Сезон                                                                                    | Команда | GP               | GS               | MPG              | FG%              | 3P%              | FT%              | RPG              | APG              | SPG              | BPG              | PPG              | GP             | GS             | MPG            | FG%            | 3P%            | FT%            | RPG            | APG            | SPG            | BPG            | PPG            |
| ---------------------------------------------------------------------------------------- | ------- | ---------------- | ---------------- | ---------------- | ---------------- | ---------------- | ---------------- | ---------------- | ---------------- | ---------------- | ---------------- | ---------------- | -------------- | -------------- | -------------- | -------------- | -------------- | -------------- | -------------- | -------------- | -------------- | -------------- | -------------- |
| 2008/09                                                                                  | Лейкерс | 10               | 0                | 2,8              | 27,3             | 0,0              | -                | 0,0              | 0,2              | 0,1              | 0,1              | 0,6              | Не участвовал  | Не участвовал  | Не участвовал  | Не участвовал  | Не участвовал  | Не участвовал  | Не участвовал  | Не участвовал  | Не участвовал  | Не участвовал  | Не участвовал  |
|                                                                                          | Всего   | 10               | 0                | 2,8              | 27,3             | 0,0              | -                | 0,0              | 0,2              | 0,1              | 0,1              | 0,6              | Не участвовал  | Не участвовал  | Не участвовал  | Не участвовал  | Не участвовал  | Не участвовал  | Не участвовал  | Не участвовал  | Не участвовал  | Не участвовал  | Не участвовал  |
| Наведите курсор мыши на аббревиатуры в заголовке таблицы, чтобы прочесть их расшифровку. |         |                  |                  |                  |                  |                  |                  |                  |                  |                  |                  |                  |                |                |                |                |                |                |                |                |                |                |                |

### Статистика в Джи-Лиге
| Сезон                                                                                    | Команда          | Регулярный сезон | Регулярный сезон | Регулярный сезон | Регулярный сезон | Регулярный сезон | Регулярный сезон | Регулярный сезон | Регулярный сезон | Регулярный сезон | Регулярный сезон | Регулярный сезон | Серия плей-офф | Серия плей-офф | Серия плей-офф | Серия плей-офф | Серия плей-офф | Серия плей-офф | Серия плей-офф | Серия плей-офф | Серия плей-офф | Серия плей-офф | Серия плей-офф |
| Сезон                                                                                    | Команда          | GP               | GS               | MPG              | FG%              | 3P%              | FT%              | RPG              | APG              | SPG              | BPG              | PPG              | GP             | GS             | MPG            | FG%            | 3P%            | FT%            | RPG            | APG            | SPG            | BPG            | PPG            |
| ---------------------------------------------------------------------------------------- | ---------------- | ---------------- | ---------------- | ---------------- | ---------------- | ---------------- | ---------------- | ---------------- | ---------------- | ---------------- | ---------------- | ---------------- | -------------- | -------------- | -------------- | -------------- | -------------- | -------------- | -------------- | -------------- | -------------- | -------------- | -------------- |
| 2008/09                                                                                  | Саут-Бей Лейкерс | 6                | 5                | 33,6             | 39,7             | 38,1             | 71,4             | 3,3              | 3,7              | 1,3              | 2,3              | 9,8              | Не участвовал  | Не участвовал  | Не участвовал  | Не участвовал  | Не участвовал  | Не участвовал  | Не участвовал  | Не участвовал  | Не участвовал  | Не участвовал  | Не участвовал  |
|                                                                                          | Всего            | 6                | 5                | 33,6             | 39,7             | 38,1             | 71,4             | 3,3              | 3,7              | 1,3              | 2,3              | 9,8              | Не участвовал  | Не участвовал  | Не участвовал  | Не участвовал  | Не участвовал  | Не участвовал  | Не участвовал  | Не участвовал  | Не участвовал  | Не участвовал  | Не участвовал  |
| Наведите курсор мыши на аббревиатуры в заголовке таблицы, чтобы прочесть их расшифровку. |                  |                  |                  |                  |                  |                  |                  |                  |                  |                  |                  |                  |                |                |                |                |                |                |                |                |                |                |                |